# (6612) Hachioji
(6612) Hachioji (1994 EM1) – planetoida z pasa głównego asteroid okrążająca Słońce w ciągu 3,77 lat w średniej odległości 2,42 j.a. Odkryta 10 marca 1994 roku.